# Scena sul ghiaccio vicino a un villaggio
Scena sul ghiaccio vicino a un villaggio è un dipinto di Hendrick Avercamp. Eseguito verso il 1615, è conservato alla National Gallery di Londra.

## Descrizione
Una moltitudine di personaggi di diversa estrazione sociale e intenti in diverse attività è raffigurata, insieme ad alcune imbarcazioni, cani e slitte trainate da cavalli, in riva ad un lago ghiacciato, nei pressi di una cittadina ritenuta da alcuni Kampen, dove il pittore visse e morì, ma probabilmente immaginaria. Alcuni edifici chiudono a destra la prospettiva, lasciata invece libera di sfumare verso il fondo. In lontananza, nei pressi dell'imbarcazione reclinata sotto la superficie ghiacciata, è possibile scorgere alcuni uomini impegnati nel kolf, un'attività ludica precorritrice del moderno golf.